# Edward Spencer
Pour les autres membres de la famille, voir Famille Spencer.
Pour les articles homonymes, voir Edward Spencer (homonymie) et Spencer.
 (janvier 2018).
Si vous disposez d'ouvrages ou d'articles de référence ou si vous connaissez des sites web de qualité traitant du thème abordé ici, merci de compléter l'article en donnant les références utiles à sa vérifiabilité et en les liant à la section « Notes et références ».
Edward John Spencer (dit Johnnie), 8e comte Spencer, né le 24 janvier 1924 à Londres et mort le 29 mars 1992 dans la même ville, est un aristocrate britannique, père de Diana, princesse de Galles et de Charles, 9e comte Spencer.

## Biographie
Prénommé Edward John, il se fait appeler John ou Johnnie. Il est le fils d'Albert Spencer, 7e comte Spencer, et de son épouse Cynthia Hamilton, nommée Dame de la Chambre, de 1937 à sa mort en 1972, de la reine Élisabeth (épouse puis veuve du roi George VI).
Le 1er juin 1954 à l'abbaye de Westminster, il épouse Frances Burke Roche, fille d'Edmund, 4e baron Fermoy et de son épouse Ruth Gill (titrée dame commandeur de l'ordre royal de Victoria en 1979). De cette union, naissent cinq enfants :
- Sarah Spencer, née le 19 mars 1955, Mme Neil McCorquodale.
- Jane Spencer, née le 11 février 1957, baronne Fellowes.
- John Spencer, né le 12 janvier 1960 et meurt peu après.
- Diana Spencer, née le 1er juillet 1961 et décédée le 31 août 1997, princesse de Galles.
- Charles Spencer, né le 20 mai 1964, 9e comte Spencer.

En avril 1969, John et Frances Spencer divorcent à la suite de la révélation de la relation adultérine que Frances entretient avec Peter Shand-Kydd, l'héritier d'une fortune bâtie dans l'industrie du papier peint, et qu'elle épousera un mois plus tard.
À la mort de son père en juin 1975, Johnnie Spencer, vicomte Althorp, devient le 8e comte Spencer.
En 1976, il épouse en secondes noces Raine McCorquodale (1929-2016), récemment divorcée du 9e comte de Dartmouth, fille unique de la romancière Barbara Cartland.
Le 21 mars 1992, atteint d'une pneumonie, il est admis à l'hôpital londonien Humana Wellington à St John's Wood, où il meurt d'une crise cardiaque le 29 mars.

## Titulature
- Edward Spencer, vicomte Althorp (de 1924 à 1975)
- Le 8e comte Spencer (de 1975 à 1992)